# The Rolling Stones Rock and Roll Circus
The Rolling Stones Rock and Roll Circus je peti album The Rolling Stonesa koji je, nakon prekida suradnje s grupom, objavila izdavačka kuća ABKCO. Snimljen je krajem 1968. godine, samo par dana nakon izlaska albuma Beggars Banquet i trebao je poslužiti u svrhu njegove promocije. No nezadovoljstvo grupe snimljenim materijalom rezultiralo je odustajanjem od izdavanja albuma te godine. Album je ipak izašao, ali tek 1996. godine, gotovo trideset godina nakon što je snimljen. Specijalno za ovu prigodu John Lennon, Eric Clapton, Keith Richards i Mitch Mitchell su se udružili i pod nazivom The Dirty Mac odsvirali dvije pjesme. To je i prvi album Stonesa koji nije izdan na gramofonskoj ploči.

## Popis pjesama
1. "Mick Jagger predstavlja Rock and Roll Circus" – 0:25
2. "Entry Of The Gladiators" – 0:55
3. "Mick Jagger predstavlja Jethro Tull" – 0:11
4. "Song For Jeffrey"  – 3:26 - Jethro Tull
5. "Keith Richards predstavlja The Who" – 0:07
6. "A Quick One While He's Away"  – 7:33 - The Who
7. "Over The Waves"  – 0:45
8. "Ain't That A Lot Of Love" – 3:48 - Taj Mahal
9. "Charlie Watts predstavlja Marianne Faithfull" – 0:06
10. "Something Better"– 2:32 Marianne Faithfull
11. "Mick Jagger i John Lennon predstavljaju The Dirty Mac" – 1:05
12. "Yer Blues" – 4:27 The Dirty Mac
13. "Whole Lotta Yoko" – 4:49 Yoko Ono, Ivry Gitlis i The Dirty Mac
14. "John Lennon predstavlja The Rolling Stonese" / "Jumpin' Jack Flash" – 3:35
15. "Parachute Woman" – 2:59
16. "No Expectations" – 4:13
17. "You Can't Always Get What You Want" – 4:24
18. "Sympathy For The Devil" – 8:49
19. "Salt Of The Earth" – 4:57

## Top ljestvice

### Album
| Godina | Ljestvica         | Pozicija |
| ------ | ----------------- | -------- |
| 1996.  | The Billboard 200 | #92      |

## Vanjske poveznice
- allmusic.com  Arhivirana inačica izvorne stranice od 18. travnja 2021. (Wayback Machine) - The Rolling Stones Rock and Roll Circus